# Попов Ілля Георгійович
Ілля Георгійович Попов (1905, село Івановка Бузулуцького повіту Самарської губернії, тепер Бузулуцького району Оренбурзької області, Російська Федерація — 1992, Російська Федерація) — радянський партійний діяч, 1-й секретар Калузького обласного комітету ВКП(б), голова Чкаловського (Оренбурзького) облвиконкому. Депутат Верховної ради СРСР 2-го скликання (1946—1949).

## Біографія
Народився в бідній селянській родині. У 1919 році закінчив сільську церковнопарафіяльну школу. Працював у господарстві діда в селі Івановці.
З 1920 року добровольцем служив у Червоній армії.
У 1926 році закінчив два курси Самарської губернської радпартшколи.
З 1926 року — на комсомольській роботі: завідувач організаційно-інструкторського відділу Бузулуцького міського комітету ВЛКСМ.
Член ВКП(б) з 1927 року.
У 1928—1929 роках — заступник завідувача агітаційно-пропагандистського відділу Бузулуцького окружного комітету ВКП(б) Середньоволзької області.
У 1931 році закінчив один курс інституту механізації і електрифікації.
До 1938 року — заступник секретаря Бузулуцького районного комітету ВКП(б) Середньоволзького краю; 1-й секретар Державинського районного комітету ВКП(б) Середньоволзького краю.
З 1938 року працював у Чкаловському обласному комітеті ВКП(б).
У 1940 — січні 1941 року — 3-й секретар Чкаловського обласного комітету ВКП(б).
13 січня 1941 — 1942 року — 2-й секретар Чкаловського обласного комітету ВКП(б).
У червні 1942 — 17 лютого 1944 року — голова виконавчого комітету Чкаловської обласної ради депутатів трудящих.
У лютому — липні 1944 року — відповідальний організатор Управління кадрів ЦК ВКП(б) у Москві.
У липні 1944 — 16 березня 1948 року — 1-й секретар Калузького обласного комітету ВКП(б). Одночасно з 25 грудня 1944 до березня 1948 року — 1-й секретар Калузького міського комітету ВКП(б). «За антидержавні дії» під час радянської грошової реформи Попов був знятий з керівної посади та виключений з лав ВКП(б) (пізніше поновлений в партії).
У 1948—1950 роках — директор Чкаловської швейної фабрики.
У 1950—1953 роках — голова Чкаловського обласного комітету радіоінформації.
У 1953—1954 роках — заступник начальника Чкаловського обласного управління культури.
У 1954—1955 роках — 1-й секретар Павловського районного комітету КПРС Чкаловської області.
Потім — на пенсії.

## Нагороди
- орден Вітчизняної війни І ст.
- медалі